# Тенгизский район
Тенги́зский райо́н (каз. Теңіз ауданы) — административно-территориальная единица в составе Целиноградской и Карагандинской областей, существовавшая в 1977—1988 и 1990−1997 годах. 
Административный центр — село Баршино

## История
Район образован Указом Президиума Верховного Совета Казахской ССР от 15 февраля 1977 года.
В его состав вошли Аршатинский, Баршинский, им. XXII партсъезда, Кызылсайский, Сарыозенский, Соналинский и Талдысайский сельсоветы Кургальджинского района.
Решением исполкома Целиноградского областного Совета народных депутатов от 28 января 1982 года Кызылсайский сельсовет передан в Кургальджинский район. 
Указом Президиума Верховного Совета КазССР от 31 декабря 1982 года сельсовету, образованному с центром в селе Куланутпес, присвоено наименование Куланутпесский.
Указом Президиума Верховного Совета КазССР от 18 июля 1985 года, Тенгизский район передан в состав Карагандинскую область.
Указом Президиума Верховного Совета КазССР от 20 июля 1988 года район упразднен: Аршатинский, Сарыозенский, Соналинский и Талдысайский сельсоветы были переданы в Нуринский район Карагандинской области, Баршинский, им. XXII партсъезда и Куланутпесский сельсоветы — в Кургальджинский район Целиноградской области.
Указом Президиума Верховного Совета КазССР от 13 сентября 1990 года район восстановлен в прежнем составе.
Постановлением Президиума Верховного Совета Республики Казахстан № 1229- XII от 21 февраля 1992 года населённый пункт при угольном разрезе «Шубаркольский» производственного объединения «Карагандауголь» отнесен к категории рабочих поселков с присвоением ему наименования Шубарколь.
Решением Главы Карагандинской областной администрации от 24 сентября 1992 года сельсовет имени XХII партсъезда переименован в Каракоинский.
Указом Президента Республики Казахстан № 3528 от 23 мая 1997 года район упразднён. Постановлением Правительства Республики Казахстан № 865 от 23 мая 1997 года территория района включена в состав Нуринского района.

## Население
По данным Всесоюзной переписи населения 1979 года, в Тенгизском районе проживало 12 378 человек (мужчины — 6 364 чел. или 51,41 %, женщины — 6 014 чел. или 48,59 %). Городское население района отсутствовало. 